# من آزاد هستم (فیلم)
من آزاد هستم (عربی: أنا حرة) یک فیلم به کارگردانی صلاح ابوسیف است که در سال ۱۹۵۹ منتشر شد. از بازیگران آن می‌توان به لبنی عبدالعزیز اشاره کرد.